# Èta
De èta, hoofdletter Η, onderkast η, Grieks ήτα, is de zevende letter van het Griekse alfabet. η´ is het Griekse cijfer voor 8, ,η voor 8000.
De èta kwam uit het Fenicische alfabet, van de letter , ḥēth. De èta werd in het Oudgrieks als /ɛː/ uitgesproken, maar klinkt in het Nieuwgrieks als /i/. Letters die uit de èta voortkwamen waren de letter H van het Latijns alfabet en de И van het Cyrillische alfabet.

## Gebruik
- In de natuurkunde wordt deze grootheid gebruikt om een rendement aan te duiden.
- In de geologie en de scheikunde wordt er ook de viscositeit mee aangeduid.
- In lambdacalculus wordt met een η-conversie uitgedrukt dat een expressie equivalent is met een functie. Bijvoorbeeld: (λx. F x) → F. Dit mag alleen als F een functie is en x niet vrij bevat.
- In de economie wordt er de flexibiliteit van de prijs met betrekking tot de hoeveelheid mee aangeduid.

## Weergave

### Unicode
De Η en η zijn in 1993 toegevoegd aan de Unicode 1.0 karakterset.
In Unicode vindt men Η onder het codepunt U+0397 (hex) en η onder U+03B7.

### HTML
In HTML kan men voor Η de code &Eta; gebruiken, en voor η &eta;.